# Arcidiocesi di Thare e Nonseng

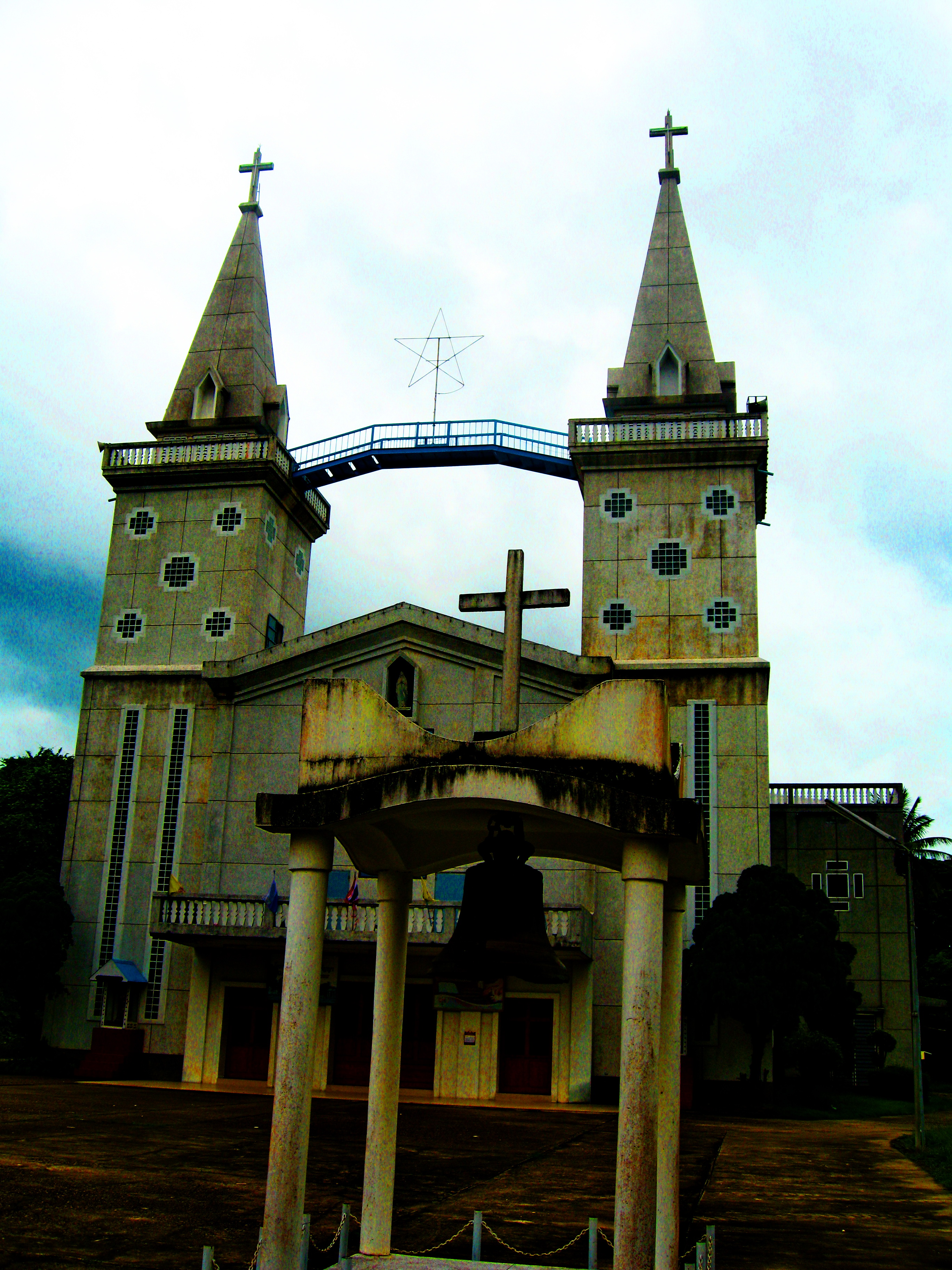
La concattedrale di Sant'Anna a Nakhon Phanom.

L'arcidiocesi di Thare e Nonseng (in latino Archidioecesis Tharensis et Nonsengensis) è una sede metropolitana della Chiesa cattolica in Thailandia. Nel 2022 contava 57 100 battezzati su 3 198 000 abitanti. È retta dall'arcivescovo Anthony Weradet Chaiseri.

## Territorio
L'arcidiocesi comprende le province thailandesi di Kalasin, Mukdahan, Nakhon Phanom e Sakon Nakhon.
Sede arcivescovile è la città di Ban Tha Rae, dove si trova la cattedrale di San Michele arcangelo. A Nakhon Phanom sorge la concattedrale di Sant'Anna. Nella località di Pong Kham si trova il santuario di Nostra Signora dei Martiri Thailandesi.
Il territorio è suddiviso in 78 parrocchie.

## Storia
Il vicariato apostolico del Laos fu eretto il 4 maggio 1899 con il breve In principis Apostolorum di papa Leone XIII, ricavandone il territorio dal vicariato apostolico del Siam orientale (oggi arcidiocesi di Bangkok).
Il 14 giugno 1938 cedette una porzione del suo territorio a vantaggio dell'erezione della prefettura apostolica di Vientiane e di Luang-Prabang (oggi vicariato apostolico di Vientiane e vicariato apostolico di Luang Prabang).
Il 21 dicembre 1950 cedette la restante porzione laotiana del territorio a vantaggio dell'erezione della prefettura apostolica di Thakheh (oggi vicariato apostolico di Savannakhet). Lo stesso giorno, in forza del decreto Cum territorium della Congregazione di Propaganda Fide, la porzione thailandese del vicariato assunse il nome di vicariato apostolico di Thare.
Il 7 maggio 1953 cedette altre porzioni di territorio a vantaggio dell'erezione del vicariato apostolico di Ubon e della prefettura apostolica di Udonthani (oggi rispettivamente diocesi di Ubon Ratchathani e diocesi di Udon Thani).
Il 25 marzo 1960 assunse il nome di vicariato apostolico di Thare e Nonseng con il decreto Huic Sacro Consilio della Congregazione di Propaganda Fide.
Il 18 dicembre 1965 il vicariato apostolico è stato elevato al rango di arcidiocesi metropolitana con la bolla Qui in fastigio di papa Paolo VI.

## Cronotassi dei vescovi
Si omettono i periodi di sede vacante non superiori ai 2 anni o non storicamente accertati.
- Marie-Joseph Cuaz, M.E.P. † (12 maggio 1899 - 26 aprile 1912 dimesso)
- Constant-Jean-Baptiste Prodhomme, M.E.P. † (2 giugno 1913 - 20 agosto 1920 deceduto)
- Ange-Marie-Joseph Gouin, M.E.P. † (27 aprile 1922 - 1º luglio 1943 dimesso)
- Henri-Albert Thomine, M.E.P. † (13 luglio 1944 - 21 marzo 1945 deceduto)
  - Sede vacante (1945-1947)
- Claude-Philippe Bayet, M.E.P. † (10 aprile 1947 - 7 marzo 1953 nominato vicario apostolico di Ubon)
- Michael Mongkhol On Prakhongchit † (7 maggio 1953 - 23 gennaio 1958 deceduto)
- Michel Kien Samophithak † (12 febbraio 1959 - 6 marzo 1980 dimesso)
- Lawrence Khai Saen-Phon-On † (6 marzo 1980 - 14 maggio 2004 ritirato)
- Louis Chamniern Santisukniram (1º luglio 2005 - 13 maggio 2020 ritirato)
- Anthony Weradet Chaiseri, dal 13 maggio 2020

## Statistiche
L'arcidiocesi nel 2022 su una popolazione di 3 198 000 persone contava 57 100 battezzati, corrispondenti all'1,8% del totale.
| anno | popolazione | popolazione | popolazione | presbiteri | presbiteri | presbiteri | presbiteri                | diaconi | religiosi | religiosi | parrocchie |
| anno | battezzati  | totale      | %           | numero     | secolari   | regolari   | battezzati per presbitero | diaconi | uomini    | donne     | parrocchie |
| ---- | ----------- | ----------- | ----------- | ---------- | ---------- | ---------- | ------------------------- | ------- | --------- | --------- | ---------- |
| 1950 | 24 500      | ?           | ?           | 27         | 27         |            | 907                       |         |           | 103       |            |
| 1970 | 25 153      | 1 500 000   | 1,7         | 31         | 24         | 7          | 811                       |         | 7         | 72        |            |
| 1980 | 34 918      | 2 179 808   | 1,6         | 23         | 20         | 3          | 1 518                     |         | 3         | 74        | 15         |
| 1990 | 41 917      | 2 697 000   | 1,6         | 29         | 29         |            | 1 445                     |         |           | 92        | 28         |
| 1999 | 48 229      | 3 113 865   | 1,5         | 49         | 49         |            | 984                       |         |           | 95        | 32         |
| 2000 | 48 887      | 3 117 179   | 1,6         | 47         | 47         |            | 1 040                     |         |           | 92        | 30         |
| 2001 | 49 489      | 3 118 865   | 1,6         | 51         | 51         |            | 970                       |         |           | 99        | 30         |
| 2002 | 48 930      | 3 262 786   | 1,5         | 50         | 50         |            | 978                       |         |           | 102       | 49         |
| 2003 | 49 528      | 3 343 077   | 1,5         | 52         | 52         |            | 952                       |         |           | 103       | 49         |
| 2004 | 50 008      | 3 157 780   | 1,6         | 50         | 49         | 1          | 1 000                     |         | 1         | 107       | 74         |
| 2010 | 44 078      | 3 171 478   | 1,4         | 66         | 63         | 3          | 667                       |         | 3         | 94        | 75         |
| 2014 | 47 600      | 3 182 000   | 1,5         | 72         | 70         | 2          | 661                       |         | 4         | 127       | 77         |
| 2017 | 54 991      | 3 275 648   | 1,7         | 73         | 69         | 4          | 753                       |         | 4         | 121       | 80         |
| 2020 | 56 523      | 3 262 600   | 1,7         | 80         | 75         | 5          | 706                       |         | 8         | 125       | 80         |
| 2022 | 57 100      | 3 198 000   | 1,8         | 82         | 73         | 9          | 696                       |         | 11        | 119       | 78         |